# The Philadelphia Cycling Classic
A The Philadelphia Cycling Classic é uma competição de ciclismo profissional, masculina e feminina, de um dia estadounidense que se disputa na cidade de Filadélfia (Pensilvânia) e seus arredores, a princípios do mês de junho. É a substituta da International Championship (masculina) e a Liberty Classic (feminina) provas de similares características que desapareceram ainda que alguns meios consideram a masculina como continuação daquela. A feminina chama-se oficialmente Parx Casino Philly Cycling Classic.
Criou-se em 2013, substituindo às mencionadas International Championship e Liberty Classic, ainda que ao invés daquelas começou na categoria 1.2 (última categoria do profissionalismo) para ascender em 2014 à 1.1. Desde 2014 é puntuável para o USA Cycling National Racing Calendar e a feminina em 2015 começou a ser puntuável para a Copa do Mundo um ano depois substituída pelo UCI World Tour Feminino.
O seu percurso consiste num circuito de 12 milhas ao que os homens devem dar 10 voltas e as mulheres 5 para um total de 193 km e 96,6 kmrespectivamente.

## Palmarés

### Masculino
| Ano  | Ganhador       | Segundo       | Terceiro      |
| ---- | -------------- | ------------- | ------------- |
| 2013 | Kiel Reijnen   | Jesse Anthony | Joey Rosskopf |
| 2014 | Kiel Reijnen   | Jure Kocjan   | Dion Smith    |
| 2015 | Carlos Barbero | Michael Woods | Toms Skujiņš  |
| 2016 | Eduard Prades  | Travis McCabe | Marco Canola  |
| 2017 | Cancelada      | Cancelada     | Cancelada     |

### Feminino
| Ano  | Ganhadora         | Segunda              | Terça            |
| ---- | ----------------- | -------------------- | ---------------- |
| 2013 | Evelyn Stevens    | Joëlle Numainville   | Claudia Hausler  |
| 2014 | Evelyn Stevens    | Lex Albrecht         | Lauren Hall      |
| 2015 | Lizzie Armitstead | Elisa Longo Borghini | Alena Amialiusik |
| 2016 | Megan Guarnier    | Elisa Longo Borghini | Alena Amialiusik |
| 2017 | Cancelada         | Cancelada            | Cancelada        |

## Palmarés por países
| País           | Vitórias |
| -------------- | -------- |
| Estados Unidos | 2        |
| Espanha        | 2        |

| País           | Vitórias |
| -------------- | -------- |
| Estados Unidos | 3        |
| Reino Unido    | 1        |